# Марвиц, Фридрих Август Людвиг
Фридрих Август Людвиг фон дер Марвиц (нем. Friedrich August Ludwig von der Marwitz; 16 мая 1777 — 16 декабря 1837) — прусский генерал-лейтенант, участник ряда наполеоновских войн. В политике как представитель высшей прусской аристократии был последовательным противником гражданских реформ в Пруссии.

## Биография
Фридрих Август был одним из пяти детей в семье королевского гофмаршала Фридриха Августа фон дер Марвица (1740—1793) и его супруги Сюзанны Софии Марии Луизы урождённой фон Бевиль (1756—1809). Был женат на графине Франциске Каролине урождённой фон Брюль, во втором браке на графине Шарлотте фон Мольтке.
Военную службу начал в 13 лет в одном из самых привилегированных полков Пруссии — Кирасирском жандармском полку.
В 1802 году получил звание старшего лейтенанта, а в 1805 году перешёл в адъютанты принца Гогенлоэ в звании капитана. В этом статусе он участвовал и отличился в сражении при Йене и Ауэрштедте. После капитуляции крепости Пренцлау был вместе с Гогенлоэ взят в плен, но бежал через Данию и Швецию в Мемель, входивший тогда в состав Пруссии. Там он впервые обратился к королю Фридриху Вильгельму III с просьбой об организации ополчения. В 1807 году он это разрешение наконец получил и собрал отряд в 300 пехотинцев и 500 всадников и с этими силами двинулся в Бранденбургскую марку сражаться против французов и их союзников саксонцев. Однако, после заключения Тильзитского мира Прусская армия была сокращена до 40 000 человек и Фридрих Август отправился в своё родовое имение Фридерсдорф. В связи с таким катастрофическим поражением в войне, в Пруссии начались реформы, затрагивавшие все сферы жизни. Особое недовольство дворянства встретило решение об отмене крепостного права. И фон дер Марвиц был одним из лидеров оппозиции этим реформам.
Фридрих Август вернулся в прусскую армию в 1813 году и принял деятельное участие в организации народного ополчения — Ландвера. Участвовал в сражении у Виттенберга 7 Июня 1813-года. За сражения у Магдебурга награждён Железным крестом первого класса. В 1815 году в звании полковника фон дер Марвиц командовал 8-м уланским полком и принял участие в сражениях при Линьи и Намюре против наполеоновской армии в период «Ста дней», за что был награждён орденом Pour Le Merite с дубовыми листьями. После окончания наполеоновских войн он стал командиром 5-й Кавалерийской бригады. В 1817 году получил звание генерал-майора, а 1827 году вышел в отставку в звании генерал-лейтенанта. В том же году он был назначен в Государственный совет Пруссии и избран маршалом парламента провинции Бранденбург, членом которого он был с 1824 года. На этом посту он продолжил безуспешную борьбу против реформ Штейна-Гарденберга. В 1831 году он удалился в свое имение.

## Награды
Королевство Пруссия:
- Железный крест 1-го класса (1815, за битву при Хагельберге)[3] и 2-го класса на чёрной ленте
- Орден «Pour le Mérite» с дубовыми листьями (14 января 1816)[4]
- Орден Красного орла 3-го класса (1821)
- Крест за выслугу лет[нем.] (1825)
- Орден Красного орла 2-го класса с дубовыми листьями (1827)[5]

Прочие:
- Орден Святой Анны 2-й степени с алмазными украшениями (18 декабря 1814, Российская империя)[6]
- Орден Святого Владимира 3-й степени (25 января 1817, Российская империя)[7]
- Орден Меча, рыцарский крест (1-го класса) (королевство Швеция)

## Семья
23 марта 1803 года женился на графине Каролине Франциске фон Брюль (Caroline Francisca von Bruhl) (1783-1804), дочери прусского генерала от кавалерии графа Карла Адольфа фон Брюля. В браке родилась дочь.
В 1809 году вторым браком женился на графине Шарлотте фон Мольтке (Charlotte von Moltke) (1780-1848), фрейлине королевы Луизы. Она была дочерью Фридриха Детлева рейхсграфа фон Мольтке, главного охотника короля Фридриха Вильгельма III, и его второй жены, овдовевшей потомственной принцессы Фридрихи Шлезвиг-Гольштейн-Зондербург-Бек, урожденной бургграфини и графини Дона-Шлобиттен-Лейстенау. В браке родилось девять детей, в том числе:
- Бернхард фон дер Марвиц[нем.] (1824 — 1880) — прусский политик, владелец майората во Фридерсдорфе.
- Каролина Франциска (28 февраля 1804 — 1888) — вышла замуж за капитана Альберта фон Арнштедта (1794–1875)
- Мария (род. 5 марта 1821) — вышла замуж за графа Германа Рохуса цу Линара[нем.] (1797-1878).